# Koufonísi
Ne doit pas être confondu avec Koufonissia.
Koufonísi (grec moderne : Κουφονήσι), connue dans l’Antiquité sous le nom de Leuce (grec ancien : Λεύκη / Leúkē), est une île inhabitée grecque située au sud de la Crète.
Elle se trouve au sud du cap Goudero, au large de la côte de Lassithi, dans la mer de Libye. L'île a une superficie de 5,25 km2 (approximativement 6 km de long, 5,5 km de large). Elle est très proche des îlots de Tráchilos, Makroulo, Marmaro, et Strongyli, avec lesquels elle forme un petit archipel.
Elle présente d'anciennes ruines datant de la civilisation minoenne ; les archéologues ont mis en évidence l'existence d'un port à Koufonísi pendant cette période de l'Antiquité. 
À l'époque gréco-romaine, l'île produisait un colorant rouge extrait des mollusques murex, récoltés dans la mer environnante. Les habitants de Koufonissi avaient alors des relations commerciales avec les cités de Hierapytna, Itanos et Pressos, ainsi qu'avec Athènes et Rome, qui achetaient la pourpre. Un théâtre romain à douze étages du quatrième siècle après J.C., un aqueduc et les ruines d'une villa romaine témoignent de ce passé. 
Koufonissi a été habité jusqu'à l'ère byzantine. Des graffitis ont été laissés par les marins sur des rochers (représentant des voiliers) autour de l'île. 